# Scrind-Frăsinet
Scrind-Frăsinet – wieś w Rumunii, w okręgu Kluż, w gminie Mărgău. W 2011 roku liczyła 171 mieszkańców.